# Chalarus zanganus
Chalarus zanganus är en tvåvingeart som beskrevs av Yang och Xu 1987. Chalarus zanganus ingår i släktet Chalarus och familjen ögonflugor. Inga underarter finns listade i Catalogue of Life.